# Trie-Château
Trie-Château község Franciaországban, Oise megyében. Lakosainak száma 1610 fő (2018. január 1.). Trie-Château Gisors, Chambors, Chaumont-en-Vexin, Delincourt, Énencourt-Léage, Éragny-sur-Epte, Trie-la-Ville és Villers-sur-Trie községekkel határos.
Új községként 2018. január 1-jén jött létre, amikor a régi Trie-Château Villers-sur-Trie korábbi községgel egyesült.

## Népesség
A település népessége az elmúlt években az alábbi módon változott:
| Lakosok száma | 1532 | 1592 | 1984 | 1615 | 1610 |
|               | 2013 | 2015 | 2016 | 2017 | 2018 |